# Marija Dimowa (Snowboarderin)
Marija Georgiewa Dimowa (bulgarisch Мария Георгиева Димова; * 29. Oktober 1974) ist eine ehemalige bulgarische Snowboarderin.

## Werdegang
Dimowa nahm zu Beginn der Saison 1997/98 in Sölden erstmals im Snowboard-Weltcup der FIS teil, wobei sie den 63. Platz im Riesenslalom errang. Bei ihrer einzigen Teilnahme an Olympischen Winterspielen im Februar 1998 in Nagano kam sie auf den 20. Platz im Riesenslalom. Im folgenden Jahr belegte sie bei den Weltmeisterschaften in Berchtesgaden den 37. Platz im Parallelslalom, den 35. Rang im Parallel-Riesenslalom und den 33. Platz im Riesenslalom. In der Saison 1999/2000 erreichte sie mit Platz 17 im Snowboardcross in Madonna di Campiglio ihre beste Platzierung im Weltcup und mit dem 42. Rang im Snowboardcross-Weltcup ihr bestes Gesamtergebnis. In der folgenden Saison nahm sie bei den Snowboard-Weltmeisterschaften 2001 in Madonna di Campiglio an vier Wettbewerben teil. Ihr bestes Ergebnis dabei war der 23. Platz im Snowboardcross. Zudem wurde sie bei der Winter-Universiade 2001 in Zakopane Sechste im Parallelslalom und holte im Riesenslalom die Bronzemedaille. In den folgenden Jahren kam sie bei den Snowboard-Weltmeisterschaften 2003 am Kreischberg auf den 48. Platz im Parallelslalom, auf den 34. Rang im Snowboardcross sowie auf den 24. Platz im Parallel-Riesenslalom und bei den Snowboard-Weltmeisterschaften 2005 in Whistler auf den 36. Platz im Parallel-Riesenslalom sowie auf den 33. Rang im Parallelslalom. Zudem siegte sie zweimal im Europacup und wurde 2011 bulgarische Meisterin im Parallel-Riesenslalom sowie 2013 im Slalom und Riesenslalom. Ihren 24. und damit letzten Weltcup absolvierte sie im Februar 2005 in Bardonecchia, welchen sie auf dem 26. Platz im Parallel-Riesenslalom beendete.

## Teilnahmen an Weltmeisterschaften und Olympischen Winterspielen

### Olympische Winterspiele
- 1998 Nagano: 20. Platz Riesenslalom

### Snowboard-Weltmeisterschaften
- 1999 Berchtesgaden: 33. Platz Riesenslalom, 35. Platz Parallel-Riesenslalom, 37. Platz Parallelslalom
- 2001 Madonna di Campiglio: 23. Platz Snowboardcross, 41. Platz Parallelslalom, 47. Platz Riesenslalom, 56. Platz Parallel-Riesenslalom
- 2003 Kreischberg: 24. Platz Parallel-Riesenslalom, 34. Platz Snowboardcross, 48. Platz Parallelslalom
- 2005 Whistler: 33. Platz Parallelslalom, 36. Platz Parallel-Riesenslalom

## Weltcup-Gesamtplatzierungen
| Saison    | Gesamt | Gesamt | Snowboardcross | Snowboardcross | Parallel | Parallel |
| Saison    | Punkte | Platz  | Punkte         | Platz          | Punkte   | Platz    |
| --------- | ------ | ------ | -------------- | -------------- | -------- | -------- |
| 1999/2000 | 26     | 115.   | 226            | 42.            | 7        | 103.     |
| 2000/01   | -      | -      | 22             | 63.            | -        | -        |
| 2002/03   | -      | -      | -              | -              | 40       | 63.      |
| 2003/04   | -      | -      | -              | -              | 17       | 91.      |
| 2004/05   | -      | -      | -              | -              | 88       | 54.      |